# فاضلية (شبام)
'

تعديل مصدري - تعديل

فاضلية هي إحدى قرى عزلة شبام بمديرية شبام التابعة لمحافظة حضرموت، بلغ تعداد سكانها 24 نسمة حسب تعداد اليمن لعام 2004.